# Ченнел-Лейк (Іллінойс)
Ченнел-Лейк (англ. Channel Lake) — переписна місцевість (CDP) в США, в окрузі Лейк штату Іллінойс. Населення — 1581 особа (2020).

## Географія
Ченнел-Лейк розташований за координатами 42°28′58″ пн. ш. 88°8′50″ зх. д. / 42.48278° пн. ш. 88.14722° зх. д. (42.482745, -88.147130).  За даними Бюро перепису населення США в 2010 році переписна місцевість мала площу 6,22 км², з яких 4,67 км² — суходіл та 1,55 км² — водойми.

## Демографія
Згідно з переписом 2010 року, у переписній місцевості мешкали 1664 особи в 703 домогосподарствах у складі 443 родин. Густота населення становила 267 осіб/км².  Було 881 помешкання (142/км²).
Расовий склад населення:
| - 95,5 % — білих - 0,5 % — корінних американців - 0,5 % — азіатів - 0,3 % — чорних або афроамериканців - 0,1 % — вихідців з тихоокеанських островів - 1,4 % — осіб інших рас |

До двох чи більше рас належало 1,7 %. Частка іспаномовних становила 5,9 % від усіх жителів.
За віковим діапазоном населення розподілялося таким чином: 19,7 % — особи молодші 18 років, 66,8 % — особи у віці 18—64 років, 13,5 % — особи у віці 65 років та старші. Медіана віку мешканця становила 44,0 року. На 100 осіб жіночої статі у переписній місцевості припадало 108,5 чоловіків;  на 100 жінок у віці від 18 років та старших — 114,6 чоловіків також старших 18 років.
Середній дохід на одне домашнє господарство  становив 76 338 доларів США (медіана — 64 200), а середній дохід на одну сім'ю — 70 449 доларів (медіана — 61 696). За межею бідності перебувало 15,3 % осіб, у тому числі 52,9 % дітей у віці до 18 років та 0,0 % осіб у віці 65 років та старших.
Цивільне працевлаштоване населення становило 686 осіб. Основні галузі зайнятості: освіта, охорона здоров'я та соціальна допомога — 23,2 %, виробництво — 16,3 %, роздрібна торгівля — 12,5 %, фінанси, страхування та нерухомість — 10,6 %.